# Ostojićevo
Ostojićevo är en ort i Bosnien och Hercegovina.   Den ligger i entiteten Republika Srpska, i den nordöstra delen av landet, 130 km nordost om huvudstaden Sarajevo. Ostojićevo ligger 80 meter över havet och antalet invånare är 673.
Terrängen runt Ostojićevo är mycket platt. Närmaste större samhälle är Bijeljina, 11,2 km söder om Ostojićevo. 
Trakten runt Ostojićevo består till största delen av jordbruksmark. Runt Ostojićevo är det ganska tätbefolkat, med 67 invånare per kvadratkilometer.